# Ecolocalización
La ecolocalización (del prefijo eco-, del latín echo, y este del griego ἠχώ, ēchṓ, 'eco', y el latín locatĭō, ‘posición’) es la capacidad de algunos animales de conocer su entorno por medio de la emisión de sonidos y la interpretación del eco que los objetos a su alrededor producen debido a ellos. «Ecolocalización» es un término creado en 1938 por Donald Griffin, que fue el primero en demostrar de modo concluyente su existencia en los murciélagos.
Varios mamíferos poseen esta capacidad: los murciélagos (orden Chiroptera —aunque no todas las especies del orden la usan—), los delfines (familia Delphinidae) y el cachalote (Physeter macrocephalus). Las aves que utilizan este sistema para navegar en cuevas sin visibilidad son el guácharo (Steatornis caripensis) y los vencejos y salanganas (familia Apodidae), en especial la salangana papú (Aerodramus papuensis), de la tribu Collocaliini. El sonar de barcos y submarinos está basado en este principio. Recientemente, han salido estudios que hablan sobre la capacidad de ecolocalización en los humanos, pero dichos estudios carecen de fundamento científico.

## Historia de la ecolocalización
La investigación sobre el sonar de los animales es atribuido al científico italiano Lazzaro Spallanzani en el año 1793. Spallanzani propuso que los murciélagos podían «ver con los oídos». Para llegar a esta conclusión encerró a una lechuza y un murciélago en una habitación en la que colocó una serie de hilos cruzados de un lado a otro de los que colgaban campanillas; las cuales sonarían en caso de que los animales chocaran contra ellas. En la luz ambos animales fueron capaces de volar, pero cuando se hizo la oscuridad total en la habitación observó que la lechuza se desorientaba y chocaba contra las campanillas mientras que el murciélago mantenía intacta su capacidad de volar. Por ello, se dio cuenta de que el murciélago tenía una capacidad adicional la cual no dependía de luz.
Con el fin de encontrar dicha capacidad Spallanzani procedió a quemar los ojos de los murciélagos para dejarlos ciegos por completo y los liberó dentro de la habitación. Con esto comprobó que los murciélagos tenían la misma facilidad para volar y para cazar insectos que aquellos que tenían aún el sentido de la vista. Comunicó sus resultados al zoólogo suizo Charles Jurine, quien cinco años más tarde se dio cuenta de que era imposible que los murciélagos esquivaran los objetos si se les tapaban los oídos. A pesar de esto, los conocimientos no fueron los suficientes para formular una teoría sobre la ecolocalización, por lo que fueron rechazadas sus opiniones por la comunidad científica, que siguió ateniéndose a la explicación que daba el naturalista francés Georges Cuvier: los murciélagos usaban el sentido del tacto, palpando los objetos de su entorno con las alas.
En 1912, el ingeniero británico-estadounidense Hiram Maxim escribió en la revista Scientific American: «los murciélagos detectan los obstáculos escuchando las reflexiones de sonidos de baja frecuencia producidos por sus alas (a aproximadamente 15 Hz), y los barcos podrían evitar colisiones con icebergs u otros barcos instalando un aparato que emitiera sonidos de gran potencia y un receptor que escuchara los ecos de la vuelta». Esto lo dijo tras el hundimiento del Titanic, pero aunque Maxim estaba equivocado, su idea se hizo realidad con el desarrollo del sonar por el físico francés Paul Langevin.
En el año 1938, Robert Galambos y Donald Griffin usaron un detector de ultrasonidos desarrollado por William Pierce para demostrar que los murciélagos ecolocalizaban emitiendo ultrasonido y recibiendo ecos. Tiempo más tarde, Griffin se dio cuenta de que los murciélagos podían volar en total oscuridad sin chocar y acuñó el término ecolocalización para describir dicho fenómeno en 1944. Pronto se descubrió que otros animales como las ballenas y delfines también estaban dotados de esta capacidad para ecolocalizar.

## Principio para la ecolocalización
La ecolocalización se asemeja al funcionamiento de un sonar activo; el animal emite un sonido que rebota al encontrar un obstáculo y analiza el eco recibido. De este modo, logra saber la distancia hasta el objeto u objetos, midiendo el tiempo de retardo entre la señal que ha emitido y la que ha recibido.
Sin embargo, el sonar se basa en un estrecho haz para localizar su objetivo, y la ecolocalización animal se basa en múltiples receptores. Dichos animales tienen dos oídos colocados a cierta distancia uno del otro, el sonido rebotado llega con diferencias de intensidad, tiempo y frecuencia a cada uno de los oídos dependiendo de la posición espacial del objeto que lo ha generado. Esa diferencia entre ambos oídos permite al animal recrear la posición espacial del objeto, incluso su distancia, tamaño y características.

## Tipos de pulsos en la ecolocalización
Los sonidos de la ecolocalización se pueden clasificar en tres tipos, los cuales pueden identificarse según sus características visuales en un espectrograma como:
- Frecuencia modulada (FM): estos tipos producen una firma espectral que ayuda a la determinación de la forma de un objeto y la discriminación entre los tipos de objetos. Los murciélagos que utilizan este tipo de llamados viven en ambientes con densa vegetación. Generalmente los llamados FM empiezan con frecuencias muy altas y descienden en un periodo muy corto rápidamente. Este tipo de sonido codifican información para la detección y clasificación de la vegetación durante la orientación espacial.

- Frecuencia Constante (FC): utilizadas por murciélagos que forrajean en ambientes con pocos o nulos obstáculos; en estas la frecuencia se mantiene invariable, lo cual evita que de información a detalle pero le permite detectar las presas y su ubicación, además de que facilitan la detección de los desplazamientos Doppler, por lo que son más adecuadas para la detección en movimiento.

- Pulsos combinados (FC-FM y FM-FC): son una combinación de ambas, lo que permite una buena detección gracias a la FC e información a detalle del lado de las FM. Esta señal da ventaja en la densa vegetación donde es necesario identificar si la presa está en movimiento o no y si lo que se detecta es o no una presa.[7]

## En los murciélagos

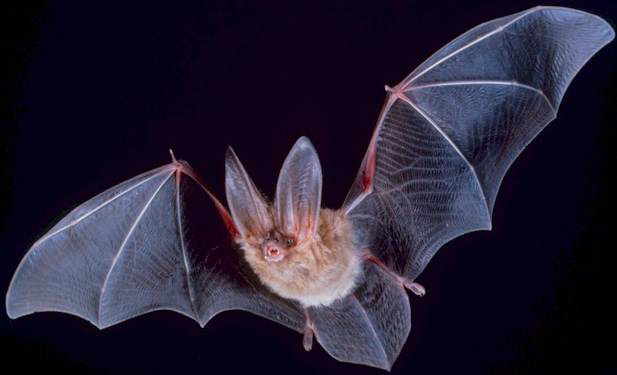
Murciélago del suborden Microchiroptera, cazando en la oscuridad.

Contrariamente a las creencias populares, los murciélagos no son ciegos, ya que muchos además de su sistema de sonar emplean la vista para diferentes actividades. A diferencia de los micromurciélagos (suborden Microchiroptera), los megamurciélagos (suborden Megachiroptera) emplean la visión para orientarse y localizar a sus presas (una única especie de este suborden ha desarrollado un mecanismo de ecolocalización que utiliza sólo cuando vuela en total oscuridad).
Los ojos de los megamurciélagos están más desarrollados que los de los micromurciélagos y, en general, ningún murciélago está completamente ciego; incluso los micromurciélagos pueden utilizar como señales durante el vuelo objetos muy visibles del terreno para regresar a su refugio.
Los micromurciélagos la utilizan para navegar y cazar, a menudo en total oscuridad. Emergen generalmente de sus cuevas y salen a cazar insectos en la noche. La ecolocalización les permite encontrar lugares donde habitualmente hay muchos insectos, poca competencia para obtener el alimento y pocos depredadores para ellos. Generan el ultrasonido en la laringe y lo emiten a través de la nariz o por la boca abierta. La llamada del murciélago utiliza una gama de frecuencias comprendida entre 14 000 y 100 000 Hz, frecuencias la mayoría por encima de la capacidad auditiva del oído humano (de 20 Hz a 20 000 Hz).
Hay especies concretas de murciélagos que utilizan rangos de frecuencia específicos para adaptarse a su entorno o por sus técnicas de caza. A veces esto ha sido usado por los investigadores para identificar el tipo de murciélagos en una zona grabando sus llamadas con grabadores ultrasónicos, también conocidos como detectores de murciélago. Sin embargo las llamadas ecolocadoras no son específicas de cada especie, por lo que hay murciélagos que solapan sus tipos de llamada. Por este motivo estas grabaciones no sirven para identificar todos los tipos de murciélago. En los últimos años desarrolladores en distintos países han desarrollado una librería de llamadas de murciélago, que contiene grabaciones de referencia de las llamadas de las especies locales para ayudar con la identificación.[cita requerida]
Desde los años 1970 ha habido una creciente controversia sobre si los murciélagos utilizan una forma de proceso de radar conocida como correlación de fase coherente. Coherencia significa que los murciélagos usan la fase de las señales de ecolocalización, mientras correlación de fases implica que la señal emitida es comparada con la señal recibida en un proceso continuo. La mayoría de los investigadores —no todos— afirman que el murciélago utiliza un tipo de correlación de fase, pero en una forma incoherente, similar a un banco de filtros receptores fijos.
Cuando cazan producen sonidos a muy baja frecuencia (10-20 Hz). Durante la fase de búsqueda el sonido emitido es sincrónico con la respiración y con la frecuencia de aleteo. Esto lo hace para conservar energía. Después de detectar a su presa, los micromurciélagos incrementan la frecuencia de los pulsos también llamados Buzz de caza acabando con el zumbido final a frecuencias superiores a 200 Hz. Durante la aproximación al objetivo, la duración y la energía del sonido van decreciendo.
Los murciélagos atrapan a sus presas a partir de un grupo de pulsos de ecolocalización cortos llamado buzz de caza, los cuales son de rápida emisión y son producidos por los mismos antes de hacer contacto físico con sus presas. Una vez que el murciélago detecta su presa se aproxima a ella y va disminuyendo la emisión de estos pulsos con el fin de reducir el tiempo de retorno del eco, así este recibe de manera más detallada la información de la trayectoria de la presa para poder seguirla e interceptarla.

## En cetáceos

Proceso de ecolocalización en un delfín: en verde los sonidos generados por el delfín, en rojo los provenientes del pez.

Generación, propagación y recepción en un delfín. Los sonidos emitidos se representan en cian y, los sonidos captados, en verde.

Antes de que las capacidades de ecolocalización de los cetáceos fueran descubiertas oficialmente, Jacques-Yves Cousteau sugirió su existencia. En su primer libro, el Mundo silencioso (1953, pp. 206-207), divulgó que en el transcurso de una investigación se dirigía al estrecho de Gibraltar y notó que un grupo de marsopas los seguía. Cousteau observó el curso cambiante de las marsopas para aprovechar al máximo la navegabilidad en el estrecho, concluyendo que los cetáceos tenían algo como el sonar, que era una relativamente nueva característica en los submarinos.
Los costados de la cabeza del delfín y su mandíbula inferior, que contienen una grasa aceitosa, son las zonas que reciben el eco. Cuando un delfín viaja, por lo general mueve la cabeza lentamente a un lado y al otro, hacia arriba y hacia abajo. Este movimiento es una especie de exploración global, que le permite al delfín ver un camino más ancho frente él.
Los cetáceos dentados (suborden Odontoceti) forman uno de los dos grandes grupos de cetáceos, que incluye a delfines, marsopas, delfines de río, orcas y cachalotes, utilizan biosonar porque viven en un hábitat acuático que tiene características acústicas favorables para el fenómeno y donde la visión se limita extremadamente debido a la absorción o a la turbidez.
La ecolocalización supone la emisión por parte del delfín de una amplia gama de sonidos en forma de breves ráfagas de impulsos sonoros llamados «clics» y la obtención de información sobre el entorno mediante el análisis de los ecos que vuelven. Esta capacidad de utilizar una completa gama de emisiones sonoras tanto de alta como de baja frecuencia, combinada con una audición direccional muy sensible gracias a la asimetría del cráneo, facilita una ecolocalización extremadamente precisa y otorga a estos animales un sistema sensorial único en el mar.
El sonido es generado haciendo pasar el aire desde la cavidad nasal través de los labios fónicos. Estos sonidos son reflejados por el hueso denso cóncavo del cráneo del delfín y el saco de aire que se encuentra en su base. El haz enfocado es modulado por un gran órgano graso conocido como el melón. Actúa como una lente acústica por su composición lipídica de distintas densidades. Muchos cetáceos dentados usan una serie consecutiva de clics o un tren de pulsos; sin embargo, el cachalote puede producir clics individuales. Los silbidos que producen parece que no se usan en la ecolocalización, sino en la comunicación.
La variación de la frecuencia de los clics en el tren de pulsos generan los familiares chillidos y gruñidos del delfín. A un tren de pulsos con una frecuencia de unos 600 Hz se le llama pulso de burst. En los delfines de nariz de botella la respuesta cerebral auditiva puede analizar cada clic de manera independiente hasta los 600 Hz, teniendo una respuesta gradual para frecuencias superiores. El eco se recibe a través de la mandíbula inferior. Además la colocación de los dientes en la mandíbula de un delfín de nariz de botella, por ejemplo, no es simétrica en el plano vertical, y esta asimetría podría posiblemente ser una ayuda para el delfín, que detecta con diferencia si la señal llega por uno u otro lado de la mandíbula. El sonido lateral se recibe a través de unos lóbulos que rodean los ojos con una densidad muy similar al hueso. 
Muchos investigadores creen que cuando este animal se acerca al objeto de su interés, se protege contra el alto nivel de eco disminuyendo el sonido emitido. En los murciélagos es conocido el efecto, pero en este caso la sensibilidad del oído también se recrudece cerca del objetivo.